# Лисавенко, Михаил Афанасьевич
Михаи́л Афана́сьевич Лиса́венко (1897—1967) — советский учёный-садовод, селекционер. Герой Социалистического Труда (1966).

## Биография
Родился 21 сентября (3 октября) 1897 года в селе Боготол (ныне город, Красноярский край) в семье лесобъездчика. После окончания гимназии в Красноярске в 1917 году поступил на юридический факультет Томского университета и одновременно вольнослушателем на историко-философский факультет.

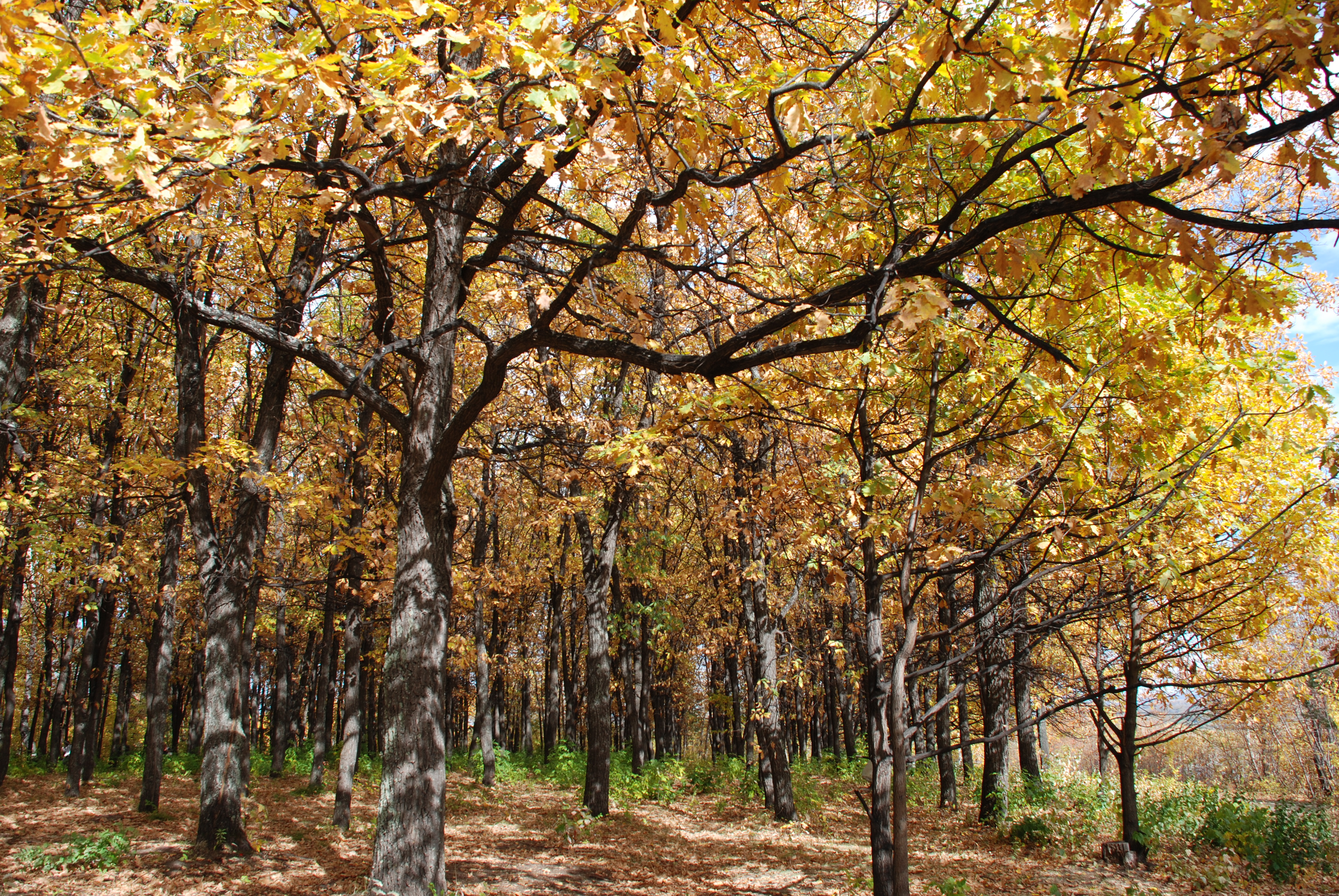
Памятник-бюст учёному перед зданием АГАУ в Барнауле

Памятник академику Лисавенко в Барнауле

В 1919 году по семейным обстоятельствам Лисавенко отправляется в Ачинск. Там он работает в местном отделении коопсоюза и одновременно на своем приусадебном участке начинает любительские опыты по селекции растений.
В 1932 году Михаил Лисавенко участвует в первом Всесоюзном съезде колхозников-ударников в Москве. Здесь ему предложили возглавить опорный пункт Мичуринского НИИ в Ойрот-Туре (Горно-Алтайск).
К 1943 году опорный пункт был преобразован в плодово-ягодную станцию, а в 1950 году она переместилась в Барнаул и получила статус Алтайской опытной станции садоводства. Некоторое время возглавлял кафедру плодовощеводства Алтайского сельскохозяйственного института.
К 1967 году под руководством Михаила Лисавенко Алтайский НИИ садоводства располагал несколькими опорными пунктами, четырьмя питомниками и дендрарием. Площадь насаждений превысила 600 га, в год выращивалось до 2,5 млн саженцев.
Михаил Афанасьевич возглавлял научно-исследовательскую работу по селекции и изучению плодовых и ягодных культур. На основе гибридизации им были созданы новые улучшенные сорта с высокой урожайностью, приспособленные к сибирским условиям. Всего было выведено 128 сортов, в том числе 4 сорта яблони, 4 — вишни, 48 — чёрной смородины, 2 — красной смородины, 20 — крыжовника, 7 — малины, 1 — земляники. Лисавенко был инициатором введения в культуру черноплодной рябины и облепихи.
Лисавенко принадлежит более 300 опубликованных научных работ, в том числе «Садоводство», «Сибирский сад», «Плодоводство Сибири».
Учёный в течение 30 лет избирался депутатом Алтайского краевого и Барнаульского советов; был членом Всесоюзного и председателем краевого комитета защиты мира. Доктор сельскохозяйственных наук (1949), профессор (1951). Академик ВАСХНИЛ (1956). Делегат XXIII съезда КПСС.
Умер 27 августа 1967 года.

## Награды и премии
- Герой Социалистического Труда (30.4.1966)
- орден Ленина (11.11.1957; 30.4.1966)
- орден Трудового Красного Знамени (15.6.1945)
- орден «Знак Почёта» (14.6.1947; 27.10.1949; 11.1.1957)
- Сталинская премия второй степени (1946) — за выведение новых ценных плодово-ягодных культур и широкое внедрение их в практику плодоводства на Алтае
- Государственная премия СССР (1981 — посмертно) — за внедрение облепихи в культуру
- 11 медалей ВСХВ-ВДНХ

## Основные публикации
- Лисавенко, М. А. Алтайский лук / М. А. Лисавенко // Плодоовощное хозяйство. – 1934. – № 1. – январь. – С. 23-24
- Лисавенко, М. А. Великий преобразователь плодоводства: жизнь и деятельность И. В. Мичурина // Опыт сибирских мичуринцев. — Новосибирск: Западно-Сибирское краевое изд-во, 1936. С. 5-20.
- Лисавенко, М. А. Доклад о развитии колхозного садоводства в Алтайском крае / М. А. Лисавенко // Алтайский краевой агротехнический съезд, январь 1948. – Барнаул, 1948. – С. 105-116
- Лисавенко, М. А. Жизнь и деятельность В. В. Пашкевича // Избранные сочинения по плодоводству / В. В. Пашкевич. — М.: Гос. изд-во с.-х. лит-ры. — 1959. — С. 5-16.
- Лисавенко, М. А. К дискуссии о новых методах борьбы с болезнями растений / М. А. Лисавенко // Плодоовощное хозяйство. – 1934. – № 1. – С. 43-44
- Лисавенко, М. А. Плодово-ягодное растениеводство в Ойротии и использование дикорастущих алтайских растений // Ойротия: труды сессии СОПС по изучению производительных сил Ойротской автономной области. — М., Л.: Изд-во Академии наук СССР, 1937. — С. 343-361.
- Лисавенко, М. А. Плоды и ягоды на север / М. А. Лисавенко. — М.: Крестьянская газета — Сельхозгиз, 1934. — 46 с.
- Лисавенко, М. А. По мичуринскому пути / М. А. Лисавенко. — Барнаул: Алт. правда, 1950. — 352 с.: ил.
- Лисавенко, М. А. Рациональное размещение садоводства в Сибири / М. А. Лисавенко // Бюллетень научно-технической информации Алт. плодово-ягодной опытн. станции. – 1958. – № 3. – С. 3-6
- Лисавенко, М. А. Садоводство / М. А. Лисавенко, И. А. Кухарский. – Новосибирск, 1937. – 156, [3] c.: ил.
- Лисавенко, М. А. Садоводство Алтайского края: доклад / М. А. Лисавенко // Труды научной конференции по изучению и освоению производительных сил Сибири (25-30 июня 1939 г.) / Томский государственный университет (ТГУ). — 1940. — Т. V. — С. 178-201.
- Лисавенко, М. А. Сады Алтая / М. А. Лисавенко // Алтай: литературно-художественный и общественно-политический альманах . – 1947. – № 1. – июль. – С. 121-124
- Лисавенко, М. А. Сибирский сад: опыт колхоза им. Молотова Шипуновского района, Алтайского края / М. А. Лисавенко. – М., 1939. – 74 с.: ил.
- Лисавенко, М. А. Состояние алтайского колхозного садоводства и перспективы его дальнейшего развития // Состояния и задачи садоводства Алтая: (материалы краев. совещания по садоводству, 24-25 октября 1952 года) / Алт. плодово-ягодная опытная станция науч.-исслед. ин-та плодоводства им. И. В. Мичурина. – Барнаул, 1953. – С. 3-39
- Лисавенко, М. А. Состояние и задачи садоводства на Алтае / М. А. Лисавенко // Садоводство Алтая: материалы первого краевого совещания по садоводству, состоявшегося в г. Барнауле 2-3 октября 1947 г. / Алт краев. упр. сел. хоз-ва; [отв. за вып. В. А. Деркач] . – Барнаул, 1948. – С. 5-19
- Лисавенко, М. А. Облепиха / М. А. Лисавенко // Плодоовощное хозяйство. – 1933. – № 2-3. – февраль-март. – С. 45-46
- Лисавенко, М. А. Учение Мичурина в действии / М. А. Лисавенко. — Барнаул: Алт. кн. изд-во, 1958. — 149 с.
- Лисавенко, М. А. Черная смородина на новой генетической основе // Наука-сельскому хозяйству: растениеводство. – М., 1963. – С. 289-296
- Павловский, К. Новые пути в борьбе с болезнями плодово-ягодных культур: на примере борьбы с мучнистой росой крыжовника / К. Павловский, М. Лисавенко // Плодоовощное хозяйство. – 1933. – № 1. – январь. – С. 45-46[1].